# ISO 3166-2:CA
Kódy ISO 3166-2 pro Kanadu identifikují 10 provincií a 3 teritoria. První část (CA) je mezinárodní kód pro Kanadu, druhá část sestává z dvou písmen identifikujících provincii nebo teritorium.

## Seznam kódů
| Kod   | Subjekt                 | Hlavni mesto  | Typ subjektu |
| ----- | ----------------------- | ------------- | ------------ |
| CA-AB | Alberta                 | Edmonton      | provincie    |
| CA-BC | Britská Kolumbie        | Victoria      | provincie    |
| CA-MB | Manitoba                | Winnipeg      | provincie    |
| CA-NB | Nový Brunšvik           | Fredericton   | provincie    |
| CA-NL | Newfoundland a Labrador | St. John's    | provincie    |
| CA-NS | Nové Skotsko            | Halifax       | provincie    |
| CA-NT | Severozápadní teritoria | Yellowknife   | teritorium   |
| CA-NU | Nunavut                 | Iqaluit       | teritorium   |
| CA-ON | Ontario                 | Toronto       | provincie    |
| CA-PE | Ostrov prince Edwarda   | Charlottetown | provincie    |
| CA-QC | Québec                  | Québec        | provincie    |
| CA-SK | Saskatchewan            | Regina        | provincie    |
| CA-YT | Yukon                   | Whitehorse    | teritorium   |